# Stephanogorgia faulkneri
Stephanogorgia faulkneri is een zachte koraalsoort uit de familie Chrysogorgiidae. De koraalsoort komt uit het geslacht Stephanogorgia. Stephanogorgia faulkneri werd in 1974 voor het eerst wetenschappelijk beschreven door Bayer.